# Siergiej Załygin
Siergiej Pawłowicz Załygin (ros. Сергей Павлович Залыгин, ur. 23 listopada?/6 grudnia 1913 we wsi Durasowka w Baszkirii, zm. 19 kwietnia 2000 w Moskwie) – radziecki i rosyjski pisarz, działacz społeczny i dziennikarz.

## Życiorys
Urodził się w rodzinie inteligenckiej. W 1939 ukończył studia na Wydziale Hydromelioracyjnym Instytutu Gospodarki Rolnej w Omsku, w którym, 1946-1955 kierował katedrą melioracji rolniczej, od 1949 jako kandydat nauk technicznych. Podczas wojny z Niemcami był starszym hydrologiem Służby Hydrometeorologicznej Syberyjskiego Okręgu Wojskowego, a 1955-1964 starszym pracownikiem naukowym Zachodniosyberyjskiej Filii Akademii Nauk ZSRR, w 1941 wydał pierwszą książkę, Rasskazy. Po wojnie wydawał zbiory opowiadań Na bolszuju ziemlju (1953), Wiesnoj nyniesznogo goda (1954) i Krasnyj klewer (1955), napisał także powieść Swidietieli (1956). W 1957 opublikował powieść Obyknowiennyje dni, a w 1963 kolejny zbiór opowiadań Bliny. Obok Wiktora Astafjewa i Walentina Rasputina występował o ochronę syberyjskiej przyrody i przestrzeganie praw równowagi ekologicznej, przeciwko ryzykownemu projektowi odwrócenia biegu syberyjskich rzek w celu utrzymania zaopatrzenia w wodę Jeziora Aralskiego. W 1961 napisał książkę O nienapisanych opowiadaniach: Artykuły krytycznoliterackie (opublikowaną w Nowosybirsku), opublikował także (w 1962) powieść Szlaki Ałtaju, a w 1964 powieść Na Irtyszu (z kroniki wsi Krutyje Łuki), przedstawiającą proces kolektywizacji wsi na Syberii. W 1967 opublikował powieść Słonaja Padź, za którą rok później otrzymał Nagrodę Państwową ZSRR. W 1975 napisał powieść Komissija, a 1980-1985 wydał dwutomową powieść Posle Buri, przedstawiającą panoramiczną, wielowątkową kronikę życia na Syberii w latach 20. XX w. Od połowy lat 60. mieszkał w Moskwie, gdzie wykładał w Instytucie Literackim im. Gorkiego i zajmował kierownicze stanowiska w Związku Pisarzy ZSRR, 1986-1998 był redaktorem naczelnym pisma "Nowyj Mir", na łamach którego opublikowano Archipelag GUŁag Sołżenicyna i Doktora Żywago Pasternaka. Był deputowanym ludowym ZSRR (1989-1991). 7 grudnia 1991 został członkiem rzeczywistym Rosyjskiej Akademii Nauk.

## Odznaczenia i nagrody
- Medal Sierp i Młot Bohatera Pracy Socjalistycznej (27 stycznia 1988)
- Order Lenina (27 stycznia 1988)
- Order Czerwonego Sztandaru Pracy
- Order Przyjaźni Narodów (5 grudnia 1993)
- Nagroda Państwowa ZSRR (1968)

I medale.